# زلزال باكو 2000
وقع زلزال باكو عام 2000 في تمام الساعة 22:09 (18:09 بالتوقيت العالمي ) بالتوقيت المحلي يوم 25 نوفمبر وكان مركزه السطحي قبالة شاطئ باكو، أذربيجان. سجل الزلزال 6.8 درجة على مقياس درجة العزم وبلغت أقصى شدة محسوسة له VI على مقياس مركالي. تلاه بعد ثلاث دقائق زلزال بقوة 5.9 درجة. كان هذا الزلزال الأقوى في المنطقة منذ ما يقرب من 160 عامًا، أي منذ زلزال باكو 1842 الذي ضرب ضواحي باكو والعاصمة سومقاييت وشماخي والمدن المجاورة. وفقًا لهيئة المسح الجيولوجي الأمريكية، كان مركز الزلزال السطحي في بحر قزوين على بعد 25 كم جنوب شرق باكو. شعر السكان بالزلزال على مسافة بعيدة مثل تبليسي التي تبعد 600 كم شمال غرب مركز الزلزال، ومحج قلعة ومنطقتي كارابوداخ وإسبرباس في داغستان.

## الهزة الأرضية
وقعت هزتان أرضيتان متقاربتان بفاصل 90 ثانية. تسببت الهزة الأولى بصدع عكسي مائل على صدع شديد الانحدار يتجه شمال غربًا - جنوب شرقًا، بينما كانت الهزة الثانية عكسية تمامًا إذ كان الصدع عكسياً معتدلاً يتجه غربًا - شمال غربًا - شرقًا - جنوب شرقًا. وقعت الهزتان على نفس العمق وقدّر بنحو 40 كم.

## الأضرار
وفقا للحكومة الأذربيجانية، قتل 26 شخصاً، منهم ثلاثة أشخاص قتلوا تحت أنقاض المباني المنهارة لاحقاً. نُقل 412 شخصًا إلى المستشفيات أو تلقّوا المساعدة الطبية. أعلن الرئيس حيدر علييف أن أكثر من 90 مبنى ومجمعاً سكنياً قد لحقت بها أضرار جسيمة. حدثت أضرار في الكنيسة الألمانية وقصر الشروانشاهيين الذي يعود تاريخه إلى القرن الخامس عشر ومسرح الأوبرا والباليه ومسجد طازه بير والمسجد الأزرق وقصر السعادة في باكو. على الرغم من أن أثر الزلزال امتدّ على الساحل الشمالي الشرقي لأذربيجان، لم يُبلّغ عن أي ضرر للبنية التحتية لمنشآت التنقيب عن النفط البحرية.
تعطلت العديد من خطوط الهاتف وانقطعت الكهرباء في معظم أنحاء المدينة. بسبب القلق الناجم عن الحرائق المحتملة، قلّلت إمدادات الغاز الطبيعي إلى 80 ٪. أمضى سكان باكو وسومجيت بقية الليل في الشوارع. بعد الكارثة، حظر علماء الزلازل تشييد مبانٍ تزيد عن تسعة طوابق.
في نفس اليوم، وقع زلزال ساراتوف بسبب التغيرات التكتونية في منطقة الفولغا بعد زلزال باكو.

## ما بعد الكارثة
عقب المرسوم الرئاسي الصادر في 28 نوفمبر / تشرين الثاني 2000، تم تزويد لجنة الطوارئ بالولاية بمبلغ مقداره 5,5 مليون دولار أمريكي للتعامل مع تداعيات الزلزال. أرسل المجلس الأعلى للتعليم فرق التقييم إلى المناطق المتضررة. في باكو، أجليت 19 أسرة من ثلاثة منازل تضررت بشدة، وأغلقت المدارس مؤقتًا.
أنشيء فريق إدارة الكوارث الأمم المتحدة، المكون من برنامج الأمم المتحدة الإنمائي ومفوضية الأمم المتحدة لشؤون اللاجئين واليونيسيف وصندوق الأمم المتحدة للسكان ومنظمة الصحة العالمية، للنظر في فرص دعم الجهود الحكومية. أطلق الاتحاد الدولي لجمعيات الصليب الأحمر والهلال الأحمر نداءً طارئًا للمساعدة الدولية بلغت حصيلتها 590 ألف دولار أمريكي.

## أنظر أيضاً
- قائمة الزلازل في عام 2000
- قائمة الزلازل في أذربيجان

## روابط خارجية
- زلزال هائل يهز ميناء بحر قزوين
- لقطات الفيديو الوحيدة الموجودة للزلزال
- أذربيجان: زلزال - الاتحاد الدولي لجمعيات الصليب الأحمر والهلال الأحمر
- المركز الدولي لرصد الزلازل لديه ببليوغرافيا و/أو بيانات موثوقة لهذا الحدث.